# Digital Combat Simulator
Digital Combat Simulator або DCS (укр. Цифровий симулятор бою) — це гра-симулятор бойового польоту, розроблена компаніями Eagle Dynamics та The Fighter Collection.
В описі лінійки продуктів Цифрового симулятора бою використовуються такі назви: Світ DCS (DCS World), Mодулі та Кампанії. Світ DCS — це значною мірою безплатна гра, що пропонує два безплатні літаки (Су-25Т та TF-51D) та дві безплатні карти (Кавказ зі східним Чорним морем та Маріанські острови). Модулі — це вміст для завантаження, що розширює гру  додатковими літаками, мапами та іншим вмістом. Кампанії — це набори цільових завдань за сценаріями. Модулі та кампанії створюються компанією Eagle Dynamics, а також третіми сторонами.

## Ігровий процес
Світ DCS — це навчальний симулятор, у якому гравці вчаться керувати літальним апаратом за допомогою реалістичних заходів. Літаки ретельно моделюються на основі реальних даних, включаючи автентичні моделі польоту та підсистеми  і повністю облаштовані кабіни з інтерактивними кнопками та перемикачами. Посібники детально описують історію, системи та роботу кожного літака. У грі є широка підтримка джойстиків і пристроїв введення HOTAS, починаючи від геймпадів та пристроїв керування і закінчуючи копіями кокпітів 1:1.
Світ DCS підтримує широкий спектр бойових операцій, включаючи бойове повітряне патрулювання, повітряні бої, авіаудари, безпосередню підтримку з повітря, SEAD і повітряні перевезення. Доступні десятки військових літаків і гелікоптерів, які охоплюють епохи від Другої світової війни до холодної війни та початку 21 століття. Популярні модулі включають AH-64D, F-16C, F/A-18C, F-14 і A-10C. Широко представлені також радянські літаки та гвинтокрили.
Надано редактор цільових завдань, щоб користувачі могли створювати власні сценарії та кампанії з підтримкою сценаріїв у Lua. Користувачі можуть розміщувати власні сервери зі створеними користувачами цільовими завданнями для багатьох гравців у режимах PVE та PVP. Спільнота розробила інструменти для створення цільових завдань за допомогою процедурної генерації і редагування в реальному часі, а також розміщує сервери, які імітують динамічні поля битв.
На відміну від попередніх частин серії, які були окремими продуктами, Світ DCS влаштований як уніфікована модульна платформа. Це дозволяє користувачам різних модулів перемикатися між літаками та грати разом в одному ігровому клієнті. Платформа також дозволяє стороннім розробникам публікувати модулі через вітрину магазину Eagle Dynamics. Також були створені моди спільноти, такі як A-4E, T-45C і UH-60L.
Без додаткових модулів, які не входять до основного пакета, Світ DCS є безплатним програмним забезпеченням, яке можна завантажити через спеціальний клієнт, доступний на офіційному сайті або через Стім. Там же можна придбати весь додатковий, платний вміст.
ТВД території Кавказу, включаючи російський Північний Кавказ, західну Грузію, Абхазію, Південну Осетію та Крим також входить до базового freeware комплекту. У грі на безплатній основі представлені два літаки, доступні для керування гравцем у Світі DCS:
- Су-25Т - з просунутою (AFM) моделлю польоту, але спрощеною моделлю авіоніки (SSM) і "неклікабельним" кокпітом.
- TF-51D — цивільна версія P-51D Mustang, зі знятим озброєнням і без бронезахисту, але з «клікабельною» кабіною (ASM), льотною моделлю рівня професійних тренажерів (PFM) та детальним опрацюванням усіх внутрішніх систем (охолодження, паливна, електрична, гідравлічна) та ін.). Дозволяє ознайомитися з рівнем пропрацювання модулів, що продаються. За заявами розробників — повністю змодельовано роботу двигуна внутрішнього згоряння (ДВЗ) на холостих оборотах — так звану «повільну модель». Реалізовано такти роботи двигуна, кут повороту колінчастого валу, компресію, запалювання, тиск палива, тиск та температуру олії. Все це не є формальним і дозволяє відчути та зрозуміти всі особливості запуску та експлуатації авіаційного ДВЗ. Зокрема, при неправильних діях можна "залити", а потім просушити свічки запалювання. Детально змодельована термодинаміка систем охолодження уможливлює перегрів та вихід з ладу двигуна на різних режимах. Після виходу оборотів вище за певне значення включається «швидка модель» роботи двигуна. Це спрощення зроблено за технічними особливостями комп'ютерного моделювання і стосується лише особливостей роботи циліндрів, тоді як інші аспекти залишаються чинними. Ретельно розраховані моменти сил, що виникають при обдуванні та діють на літак загалом і його керівні площини, в безлічі точок їх прикладення, і гіроскопічний момент від гвинта, як на землі, так і в повітрі.

Теоретично модулем для світу DCS може бути що завгодно — модель локомотива, катера, автомобіля або навіть гаджет типу Garmin. Зокрема, у 2017 році для модуля вертольота Мі-8МТВ2 була розроблена навігаційна система NS430.

### Використання як навчального засобу
Військово-повітряні сили деяких країн використовували Світ DCS як навчальний засіб. Професійна версія під назвою Симулятор бойових завдань (Mission Combat Simulator, MCS) доступна для  використання організаціями.
355-та навчальна ескадрилья ВПС США на авіабазі Дейвіс-Монтен використовує Цифровий симулятор бою як тренажер для вивчення приладів і систем озброєння літака A-10C. Для більш захопливого досвіду бажано використовувати гарнітури віртуальної реальності.
До того, як літак Міраж 2000C було знято з експлуатації у 2022 році, Повітряно-космічні сили Франції використовували Цифровий симулятор бою як для вивчення приладів, так і для тактичної підготовки з модулем M-2000C, посилаючись на недостатню кількість професійних тренажерів.
Українські льотчики тренувалися на модулях A-10C II та F-16C Світу DCS.

## Налаштування
Світ DCS має ряд карт, розроблених компаніями Eagle Dynamics та сторонніми розробниками:

Сучасний розмір Кавказького театру бойових дій (червоним кольором). Сині кола позначають чинні авіабази.

- Кавказ — типова карта гри. Включає території Грузії, Росії, Криму та східного Чорного моря
- Випробувальний та тренувальний полігон Невада — навчальний полігон ВПС США та місце проведення навчань «Червоний прапор», що включає авіабазу Нелліс, авіабазу  Кріч, озеро Грум, Лас-Вегас, міжнародний аеропорт МакКарран і греблю Гувера [30]
- Перська затока – карта території навколо Ормузької протоки, що включає Об’єднані Арабські Емірати, а також території Оману та Ірану[31]
- Синай – карта стороннього розробника, що представляє Синайський півострів, східний Єгипет і південний Ізраїль [32]
- Сирія – карта стороннього розробника, що представляє основну частину Сирії, Кіпру та Лівану, а також частини Туреччини, Ізраїлю, Йорданії[33] та Іраку[34]
- Маріанські острови – безплатна карта району навколо ланцюга Маріанських островів, включаючи острови Гуам, Рота, Тініан, Сайпан і «кілька менших островів» [35]
- Південна Атлантика – карта стороннього розробника, що включає Аргентину, Чилі та Фолклендські острови[36]
- «Канал» — карта південного сходу Англії та північного сходу Франції під час Другої світової війни[37]
- Нормандія 1944 — стороння карта, в центрі якої поле битви Другої світової війни в Нормандії, Франція[38]

## Зовнішні посилання
- Офіційний сайт
- Офіційні форуми
- Офіційний канал на Ютубі